# جهاز زيتوني قوقعي
يعد الجهاز الزيتوني القوقعي أحد مكونات الجهاز السمعي الذي يشارك في التنظيم الوارد من القوقعة. تشكل أليافه العصبية، أي الحزمة الزيتونية القوقعية، جزءًا من العصب الدهليزي القوقعي (العصب القحفي الثامن، المعروف أيضًا باسم العصب السمعي الدهليزي)، وترسل إشاراتها من المعقد الزيتوني العلوي في جذع الدماغ (الجسر) إلى القوقعة.

## فسيولوجيا الجهاز الزيتوني القوقعي

### الفسيولوجيا العصبية
تتم جميع الأنشطة المعروفة حاليًا للجهاز الزيتوني القوقعي عبر معقد مستقبل ناقل عصبي من فئة النيكوتين مقترن بقناة بوتاسيوم مفعلة بالكالسيوم. تولد هذه الأنظمة معًا استجابة مشبكية غير عادية للتنبيه القادم من الدماغ. تحتوي النهايات الزيتونية القوقعية المشبكية نواقل عصبية مختلفة وببتيدات نشطة عصبيًا. الناقل العصبي الرئيسي الذي يستخدمه الجهاز الزيتوني القوقعي هو الأسيتيل كولين، رغم وجود حمض الغاما-أمينوبيوتيريك (غابا) أيضًا في هذه النهايات. ينشط تحرر الأسيتيل كولين من النهايات الزيتونية القوقعية معقدًا قديم التطور لمستقبل كولينرجي مكون من الوحدات الفرعية النيكوتينية ألفا 9 وألفا 10. تشكل هذه الوحدات الفرعية قناة أيونية ذات بوابات ربيطية (أيونوتروبية) تكون نفوذة بشكل خاص لأيونات الكالسيوم والكاتيونات أحادية التكافؤ، وتتجلى استجابة الخلايا الشعرية الخارجية لتنشيط الأسيتيل كولين بفرط الاستقطاب، بدلًا من الاستجابة المتوقعة، وهي إزالة الاستقطاب.
يحدث ذلك بسبب التنشيط السريع لقناة البوتاسيوم المرتبطة. تتفعل هذه القناة، وهي قناة بوتاسيوم من النمط إس كاي 2 حساسة للأبامين وذات ناقلية بسيطة، بواسطة الكالسيوم الذي يتحرر في السيتوبلازما من مخازنه بتحريض من الكالسيوم داخل الصهاريج تحت المشبكية كاستجابة للكالسيوم الوارد من المعقد النيكوتيني. مع ذلك، لم تُستبعد احتمالية أن بعض الكالسيوم الوارد من قناة ألفا 9 ألفا 10 النيكوتينية قد يفعل قناة إس كاي بشكل مباشر. تظهر الاستجابات الفسيولوجية الكهربائية المسجلة من الخلايا الشعرية الخارجية بعد تحفيز الأسيتيل كولين تيارًا داخليًا صغيرًا (يحمله إلى حد كبير الكالسيوم الوارد عبر مستقبلات الأسيتيل كولين) يتبعه مباشرةً تيار خارجي كبير، وهو تيار البوتاسيوم، الذي يؤدي إلى فرط استقطاب الخلايا الشعرية الخارجية.
عند قطع الحزمة الزيتونية القوقعية جراحيًا قبل بدء تطور حاسة السمع، تتأثر الحساسية السمعية. مع ذلك، عند الاستئصال الجيني لجينات ألفا 9 أو ألفا 10، لا تُلاحظ هذه التأثيرات. قد يكون ذلك بسبب الطبيعة المختلفة للآفات -تؤدي الآفة الجراحية إلى فقدان كامل للتعصيب الزيتوني القوقعي للخلايا الشعرية، بينما يؤدي التلاعب الجيني إلى فقدان وظيفي أكثر انتقائية. تبقى هناك إمكانية لتنشيط الخلايا الشعرية من قبل أي مواد نشطة عصبيًا متبقية يمكن تحررها بواسطة النهايات المشبكية السليمة. في الواقع، عند الاستئصال الجيني لأحد الببتيدات النشطة عصبيًا الموجودة في نهايات الجهاز الزيتوني القوقعي الجانبي، لوحظت نتائج مشابهة لتلك التي أعقبت الآفة الجراحية، ما يدل على أن الآثار التالية للجراحة كانت غالبًا بسبب فقدان هذا الببتيد، وليس بسبب وجود الأسيتيل كولين في النهايات المشبكية.